# Крутец (Брейтовский район)
Крутец — деревня в Брейтовском районе Ярославской области. Входит в состав Брейтовского сельского поселения.

## География
Находится в северо-западной части Ярославской области на расстоянии приблизительно 6 км на запад-юго-запад по прямой от административного центра района села Брейтово.

## История
В 1859 году здесь (деревня Мологского уезда Ярославской губернии) было учтено 27 дворов, в 1898 — 38.

## Население
Численность населения: 156 человек (1859 год), 9 (русские 85 %) в 2002 году, 0 в 2010.